# John Virapen
John Virapen (1943 – 26. dubna 2015) byl manažer v oblasti farmacie, ředitel švédské pobočky koncernu Eli Lilly. Na tuto kariéru posléze navázal kritikou farmaceutického průmyslu, který obviňuje z podplácení úřadů, ze zatajování existence účinnějších léků a dalších neetických praktik. Také zpochybňuje vhodnost očkování. Na toto téma přednáší a píše knihy.
Kniha o nekalých praktikách farmaceutického průmyslu vyšla v ČR pod názvem (John Virapen:) "Nežádoucí účinek: Smrt" (ISBN 978-80-8112-081-7).